# 葉 (解剖學)
解剖学上的葉（lobe）是指在不用顯微鏡的巨觀尺度下，器官就呈現的明確部位劃分，有分葉的器官像是脑、肺、肝臟或腎。葉和小葉（lobule）不同，後者只能在顯微组织学中只能看出其劃分。
腺葉間管（Interlobar duct）會連接不同的葉，而腺小葉間管（interlobular duct）會連接不同的小葉。

## 葉的例子
- 大脑皮质的四個葉
  - 額葉
  - 顶叶
  - 枕叶
  - 颞叶
- 小脑的三個葉
  - 絨球小結葉（英语：flocculonodular lobe）
  - 小腦前葉（英语：Anterior lobe of cerebellum）
  - 小腦後葉（英语：Posterior lobe of cerebellum）
- 胸腺的二葉
- 肺的二個葉及三個葉
  - 左肺：上葉、下葉
  - 右肺：上葉、中葉、下葉
- 肝臟的肝臟四葉（英语：Lobes of liver）
  - 左葉
  - 右葉
  - 方葉
  - 尾葉
- 腎的腎葉（英语：Renal lobe）

### 小葉的例子

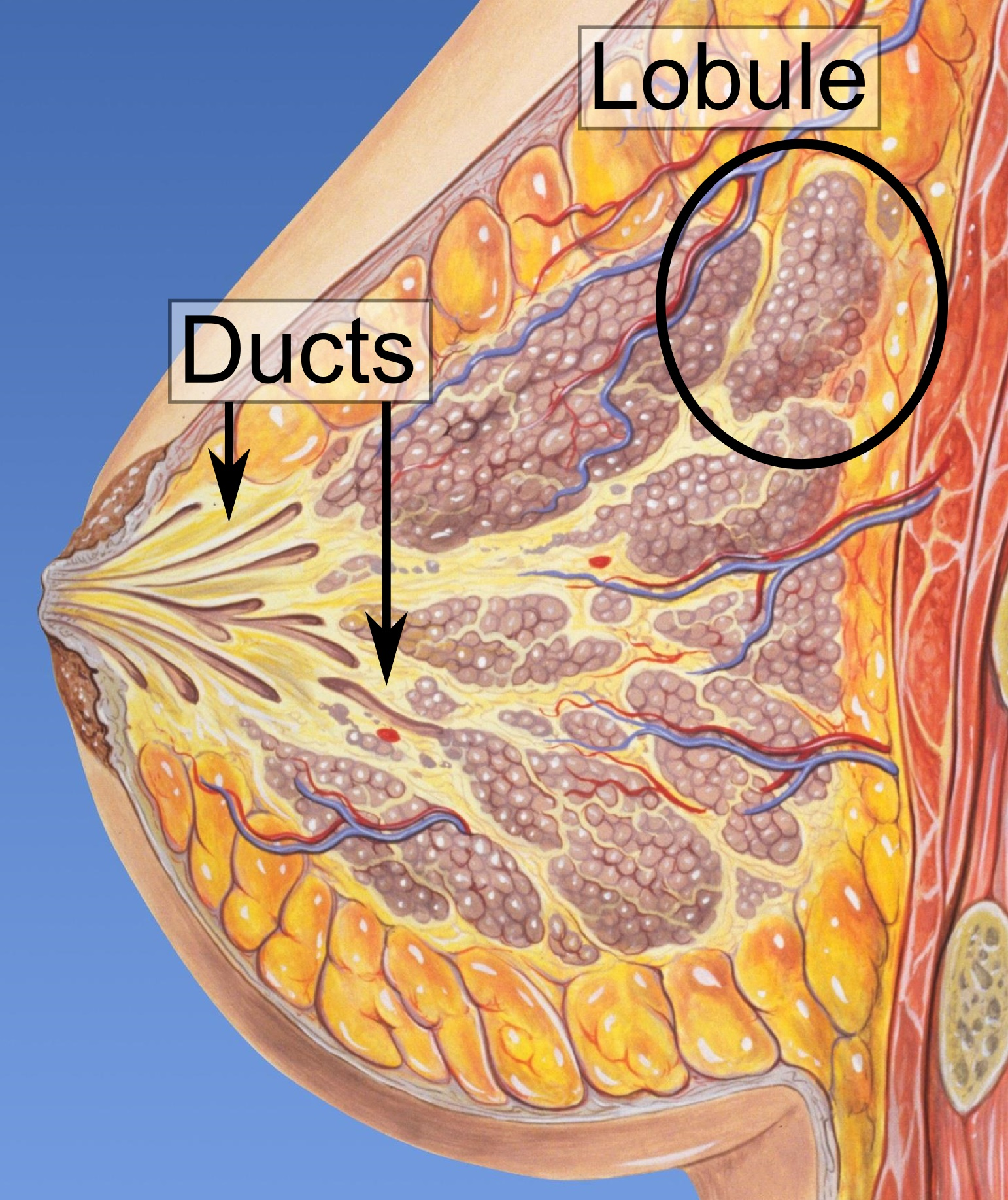
乳腺小葉

- 腎的皮質小葉（英语：cortical lobule）
- 睪丸小葉（英语：lobules of testis）
- 乳腺小葉
- 肺小葉
- 胸腺小葉